# ISS-Expedition 15
ISS-Expedition 15 ist die Missionsbezeichnung für die 15. Langzeitbesatzung der Internationalen Raumstation. Die Mannschaft lebte und arbeitete vom 9. April bis zum 21. Oktober 2007 an Bord der ISS.

## Mannschaft
- Fjodor Nikolajewitsch Jurtschichin (2. Raumflug), Kommandant (Roskosmos/Russland)
- Oleg Walerjewitsch Kotow (1. Raumflug), Bordingenieur (Roskosmos/Russland)
- bis Juni 2007: Sunita Williams (1. Raumflug), Bordingenieurin (NASA/USA)
- von Juni bis November 2007: Clayton Anderson (1. Raumflug), Bordingenieur (NASA/USA)

### Ersatzmannschaft
- Roman Jurjewitsch Romanenko, Kommandant (Roskosmos/Russland)
- Michail Borissowitsch Kornijenko, Bordingenieur (Roskosmos/Russland)
- Gregory Chamitoff, Bordingenieur (NASA/USA) (für Anderson)

## Missionsverlauf
Die beiden Raumfahrer Fjodor Jurtschichin und Oleg Kotow starteten am 7. April 2007 zusammen mit dem US-amerikanischen Weltraumtouristen Charles Simonyi zur Internationalen Raumstation (ISS). Jurtschichin und Kotow bilden die 15. Langzeitbesatzung der ISS, die ihre Vorgänger (Michael López-Alegría und Michail Tjurin) ablösten. Diese kehrten nach sieben Monaten am 21. April zur Erde zurück.
Die Bordingenieurin Sunita Williams, die seit Dezember 2006 auf der Station arbeitete, sollte ursprünglich mit der Shuttle-Mission STS-118 zurückkehren und gleichzeitig von Clayton Anderson abgelöst werden. Wegen der Startverschiebung von STS-117 von März auf Juni 2007 entschied die NASA am 26. April, den Besatzungswechsel um einen Flug vorzuverlegen. Durch die kleine Umstellung wurde die Besatzungsplanung der ISS nicht beeinflusst.

### SPHERES-Tests

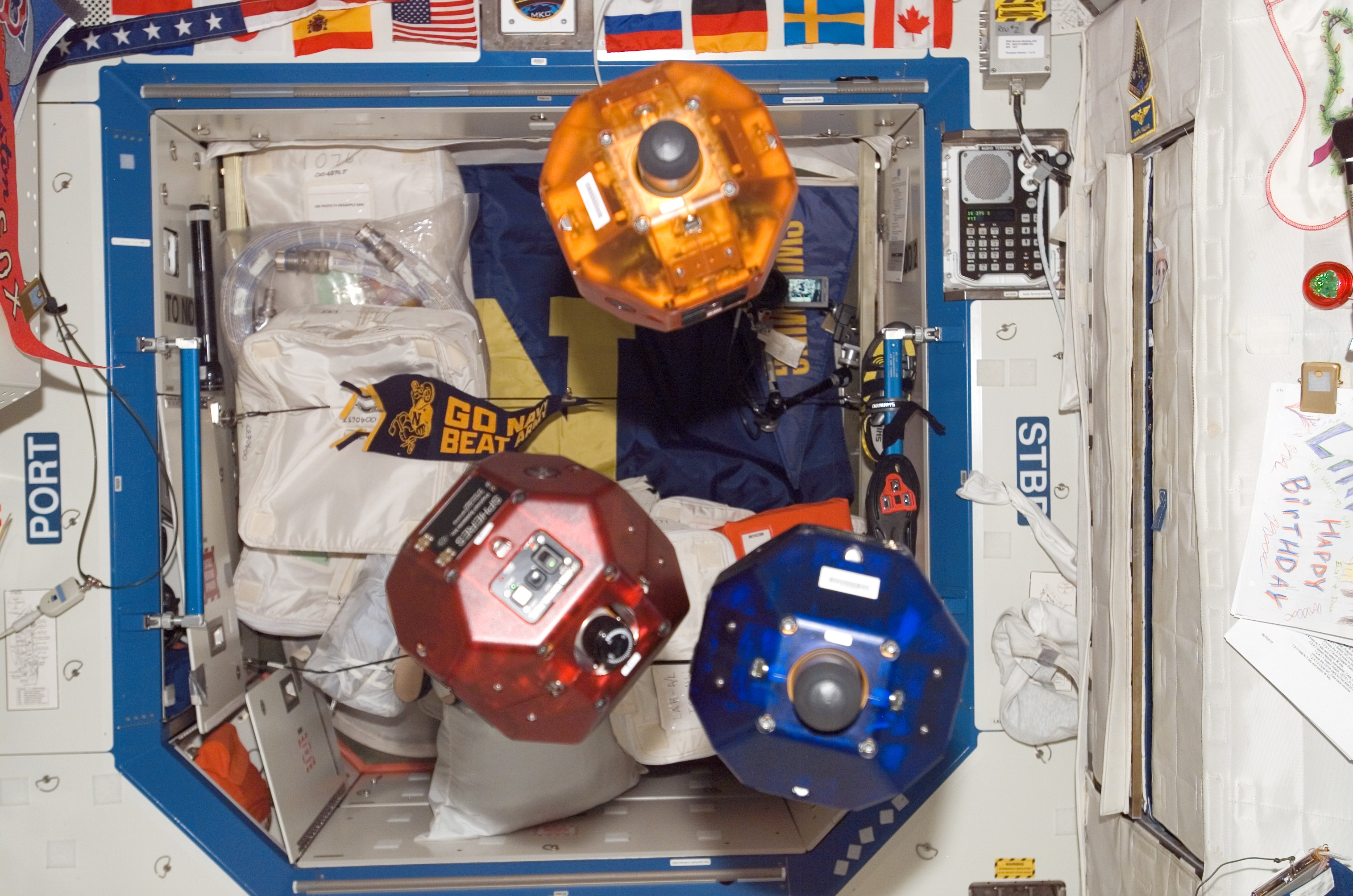
Die SPHERES-Satelliten schweben im Destiny-Modul

Im März und April führten Sunita Williams und ihre Kollegen weitere SPHERES-Tests (Synchronized Position Hold, Engage, Reorient, Experimental Satellites) durch. Dabei handelt es sich um kleine Experimentalsatelliten, die vom Space Systems Laboratory des Massachusetts Institute of Technology entwickelt wurden. Der erste Vertreter erreichte ein Jahr zuvor mit Progress M-56 die ISS, den dritten Ball hatte Williams bei ihrer Ankunft im Gepäck. Beim sechsten SPHERES-Flug am 17. März wurde erstmals die dritte Kugel eingesetzt – damit ist das ganze System einsatzbereit. Die drei je 20 Zentimeter großen Kugeln sind batteriegetriebene Geräte, die in der Raumstation ausgesetzt werden und frei fliegen. Computergesteuert können sie sich über kleine Gasdüsen positionieren und ausrichten. Ziel von SPHERES ist die Entwicklung von einfachen autonomen Kopplungsverfahren durch die Verbesserung der eingesetzten Software.
Regelmäßig sprechen die Raumfahrer der Station über die ARISS-Anlage (Amateur Radio on the International Space Station) mit Funkamateuren auf der Erde. Nachdem Williams bereits am 23. April mit Schülern der Europäischen Schule im italienischen Varese und Kindern einer Grundschule in Virginia Kontakt aufgenommen hatte, war sie fünf Tage später mit deutschen Jugendlichen verabredet. Am Nachmittag hatten fünf Schüler des Samuel-von-Pufendorf-Gymnasiums im sächsischen Flöha Gelegenheit, der Bordingenieurin 18 ihrer 20 vorbereiteten Fragen zu stellen. Das Gespräch stellte den Höhepunkt einer dreijährigen Projektarbeit dar, in deren Verlauf die Schulfunkstation eingerichtet worden war.

### Progress M-60

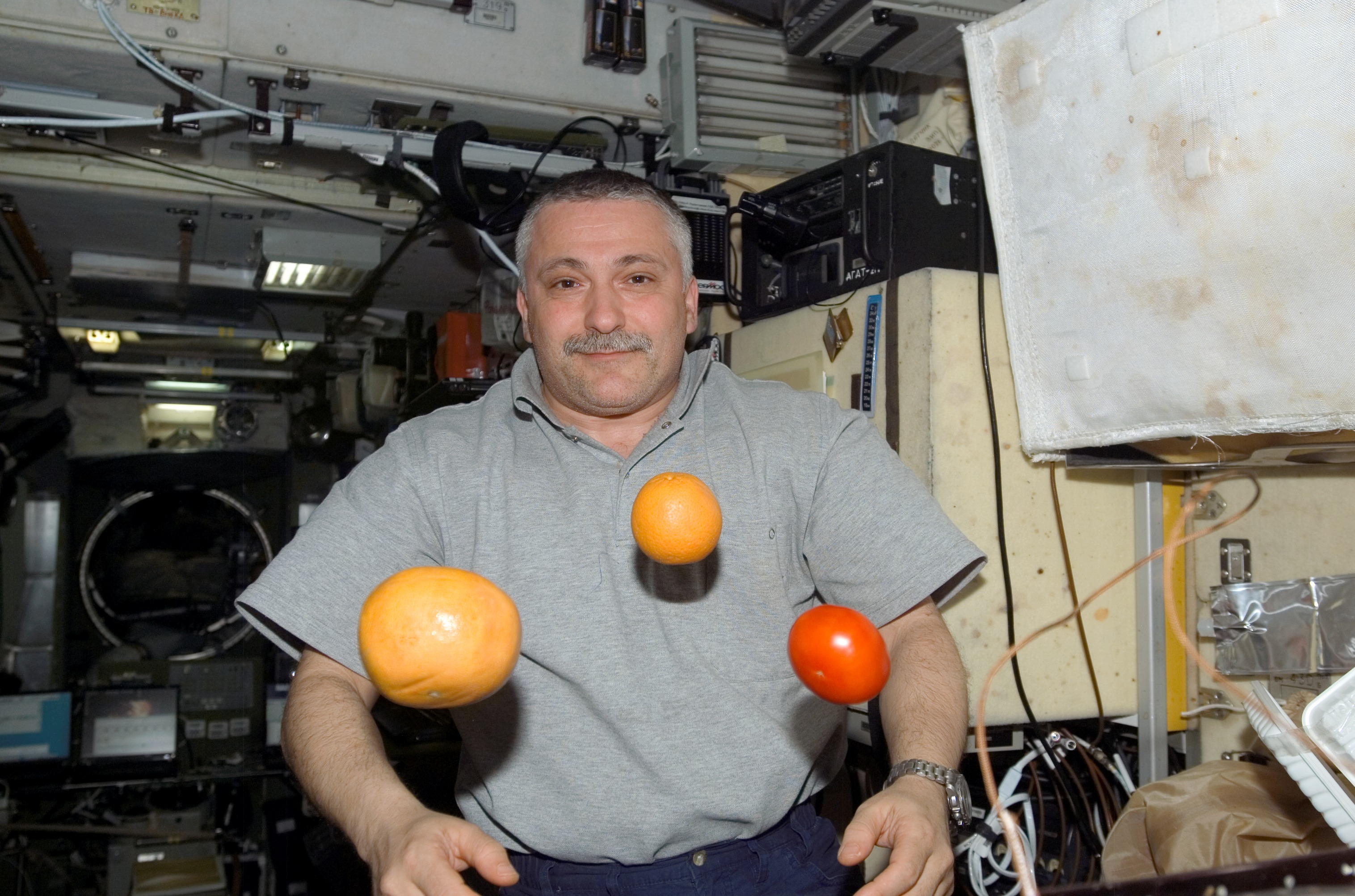
Jurtschichin präsentiert eine Auswahl des Frischobstes, das mit Progress ankam

Vier Monate nach Erreichen des letzten Frachtraumschiffes, startete planmäßig am 12. Mai ein neuer Zubringer vom Kosmodrom Baikonur in Richtung ISS. Progress M-60 lieferte insgesamt 2,3 Tonnen, darunter 476 Kilogramm Treibstoff, 420 Liter Trinkwasser, 45 Kilogramm Sauerstoff, 241 Kilogramm Lebensmittel (Konserven, frisches Obst und Gemüse), Medikamente, Kleidung und wissenschaftliche Geräte. Außerdem waren Post, Bücher, DVD-Filme (russische Komödien und der sowjetische Science-Fiction-Klassiker Solaris) und Zeitschriften zur Erbauung der Raumfahrer an Bord. Der 25. unbemannte ISS-Transporter koppelte am 15. Mai um 5:10 Uhr UTC automatisch am Swesda-Modul der Station an.

### Erster Außenbordeinsatz
Den ersten Weltraumausstieg (EVA) der Expedition führten Fjodor Jurtschichin und Oleg Kotow am 30. Mai 2007 durch. Aufgrund von Kommunikationsschwierigkeiten der beiden Raumfahrer mit dem russischen Kontrollzentrum verschob sich der auf 18:20 Uhr UTC festgesetzte Beginn der Arbeiten um 45 Minuten. Der Ausstieg begann um 19:05 Uhr UTC mit dem Öffnen der Luke der russischen Luftschleuse Pirs. Kommandant Jurtschichin und Bordingenieur Kotow, die in Orlan-M-Raumanzüge gekleidet waren, unternahmen die erste EVA ihrer Karriere.

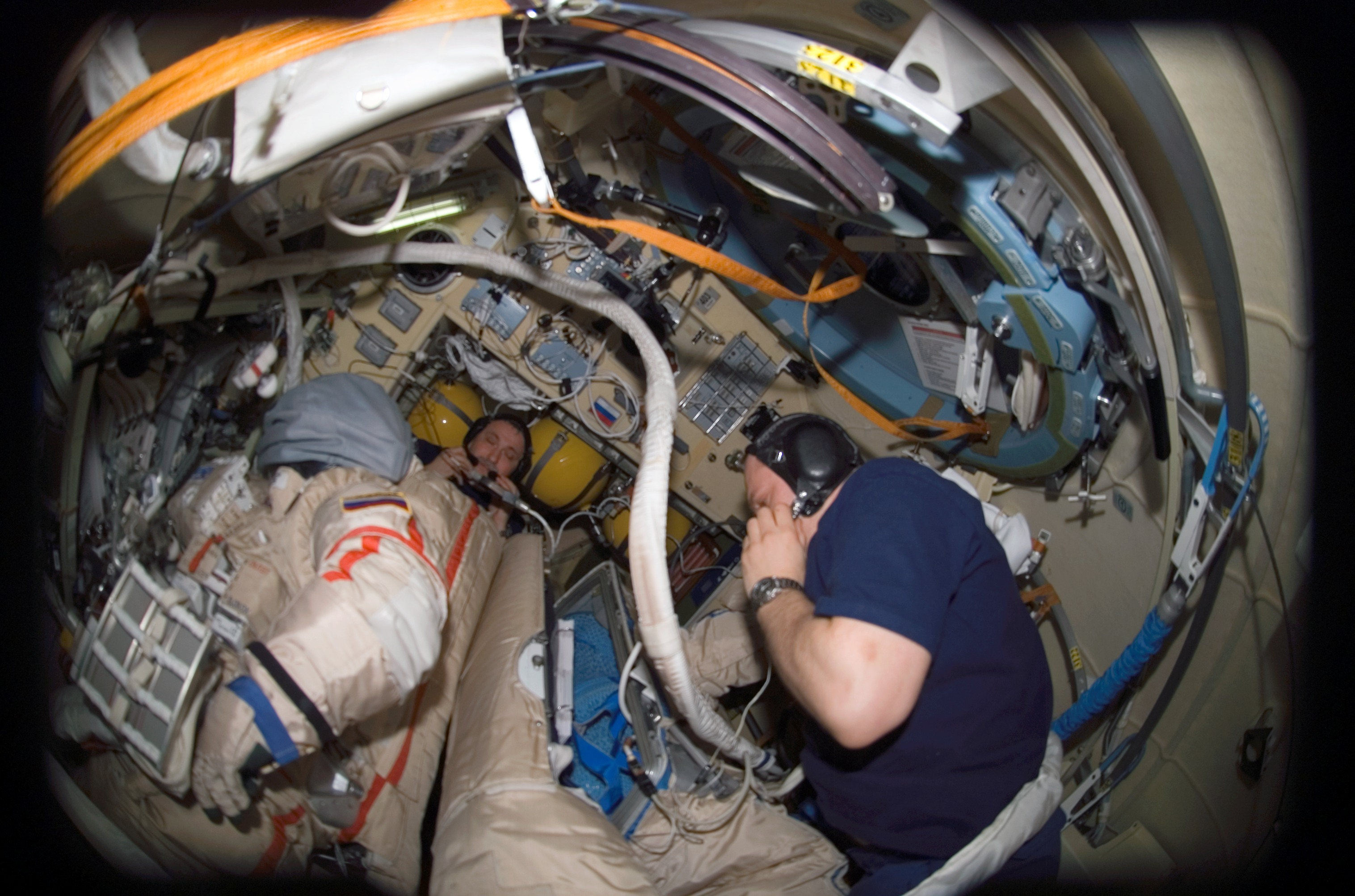
Jurtschichin (links) und Kotow legen ihre Raumanzüge an

Hauptziel des Ausstiegs war die Installation mehrerer SMDP-Schilde (Service Module Debris Panels) am Modul Swesda. Die 2,5 Zentimeter dicken Aluminiumplatten zum Schutz vor Mikrometeoriten waren auf einer Struktur zusammengefasst, die sich am PMA-3 befand. Dieser wegen seines Aussehens als „Weihnachtsbaum“ bezeichnete Adapter wurde mittels des Strela-Frachtkrans in die Nähe des Swesda-Moduls verlegt und vorübergehend abgelegt. Dazu war der 13,7 Meter lange Strela 2 extra mit einer 4,6-Meter-Verlängerung ausgerüstet worden.
Danach unterbrachen die zwei Kosmonauten die Montage der Schutzbleche und verlegten entlang von Swesda ein GPS-Kabel, das für die Navigation des europäischen ATV-Zubringers benötigt wird, der im Frühjahr 2008 die ISS erstmals anfliegen soll. Anschließend kehrten Kotow und Jurtschichin an das vordere Ende von Swesda zurück, um die fünf SMDP-Paneele zu installieren. Insgesamt 17 der 60 Zentimeter mal 90 Zentimeter großen Platten waren in drei „Ästen“ des Weihnachtsbaums gebündelt, der mit STS-116 im Dezember 2006 zur Station gebracht worden war. Nach der Montage der Aluminiumbleche kehrten die beiden Raumfahrer zur Pirs-Luftschleuse zurück. Nach 5 Stunden und 25 Minuten ging der Ausstieg mit dem Verschließen des Schotts um 0:30 Uhr UTC zu Ende.

### Zweiter Ausstieg
Der zweite Weltraumausstieg folgte bereits eine Woche später, am 6. Juni, und wurde wieder von Fjodor Jurtschichin und Oleg Kotow mit Orlan-M-Raumanzügen durchgeführt. Suni Williams blieb in der Station und dirigierte, wie bei der letzten EVA, die Tätigkeiten ihrer russischen Kollegen.
Die Kosmonauten verließen die russische Luftschleuse Pirs um 14:23 Uhr UTC. Diesmal hatten sie die Vorbereitungen schneller beendet und konnten sieben Minuten früher als geplant aussteigen. Zunächst tauschten sie einen Probencontainer für das russische Experiment Biorisk aus, das die Anpassungsfähigkeit von Pilzsporen und Bakterien untersucht. Danach wurde ein 13,1 Meter langes Ethernetkabel an der Außenseite des Sarja-Moduls verlegt. Damit wird es künftig möglich sein, im Notfall Steuerungsbefehle über das Computernetz vom amerikanischen zum russischen Teil der Raumstation zu senden.

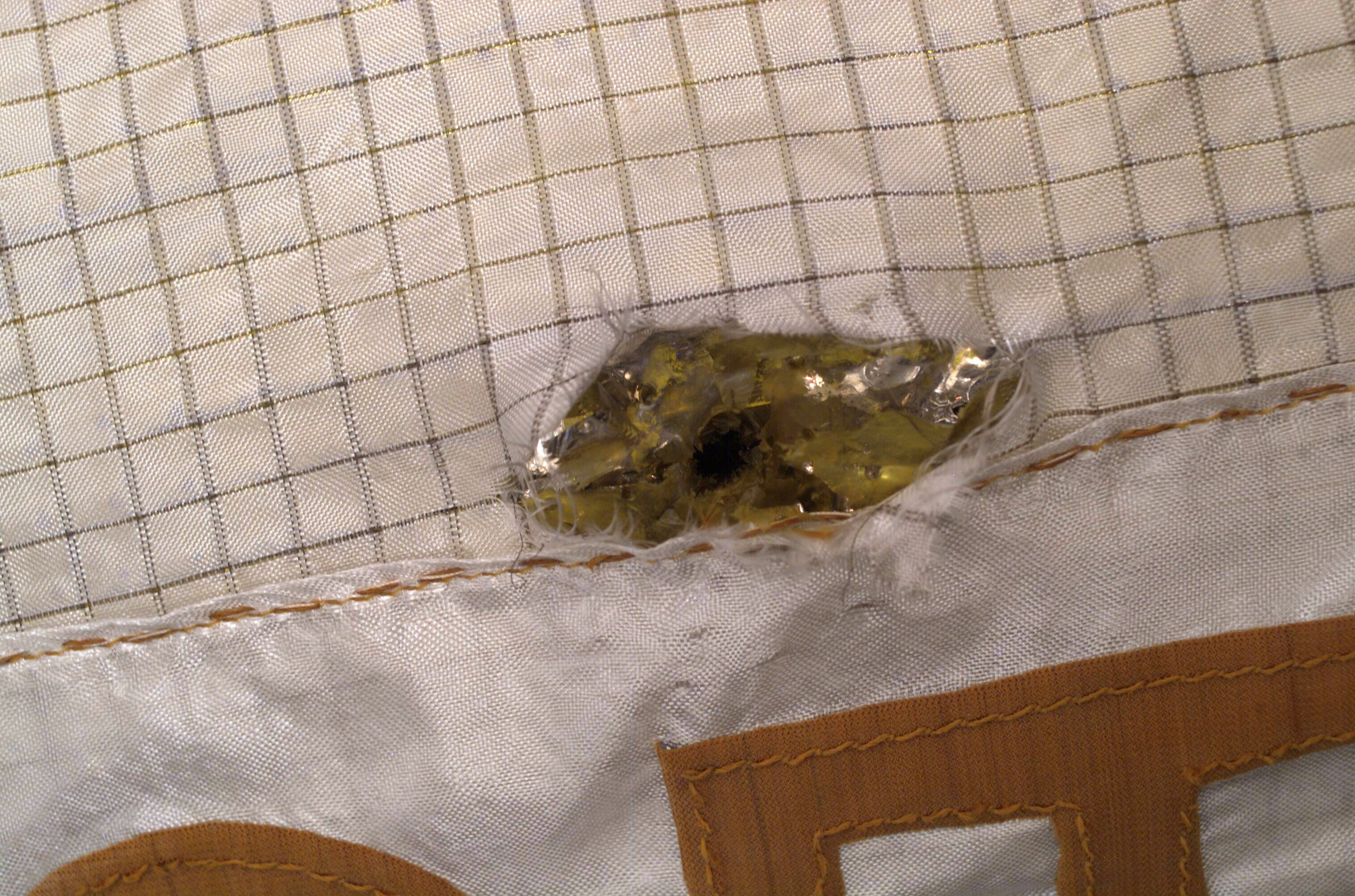
Sarja wurde durch einen Meteoriten beschädigt

Während ihrer Arbeiten an der Außenhülle von Sarja entdeckten die Kosmonauten den Einschlag eines Kleinstmeteoriten. Kommandant Jurtschichin meldete an das Kontrollzentrum, die Beschädigung sehe aus wie das Loch einer Revolverkugel und sei fünf bis sechs Millimeter groß. Der Mikrometeorit hatte das Isoliermaterial des Moduls durchschlagen und ein Versorgungsgerät getroffen, sonst aber keine ernsthaften Schäden verursacht. Wann Sarja, das sich seit November 1998 in der Umlaufbahn befindet, getroffen wurde, war nicht feststellbar. Solche Zerstörungen waren bereits an den großen Sonnenflügeln festgestellt worden, aber es war das erste Mal, dass ein Einschlag ein Modul der Raumstation traf.
Anschließend widmeten sich Kotow und Jurtschichin ihrer Hauptaufgabe: die Montage der restlichen SMDP-Bleche an Swesda, von denen jedes zweieinhalb Zentimeter stark ist. Mit den zwölf Schutzplatten dieser EVA, den fünf von letzter Woche und den ersten sechs, die 2002 angebracht wurden, verfügt das russische Modul über 23 SMDPs zum Schutz vor Meteoriteneinschlägen.
Der Ausstieg endete nach 5 Stunden und 37 Minuten. Jurtschichin und Kotow hatten so zügig gearbeitet, dass der Einsatz 13 Minuten kürzer als geplant war. Es war die 55. EVA, die von der Raumstation (und nicht vom Shuttle) aus unternommen wurde, und die 22., die über die Pirs-Schleuse erfolgte.

### STS-117 liefert das S3/S4-Modul an

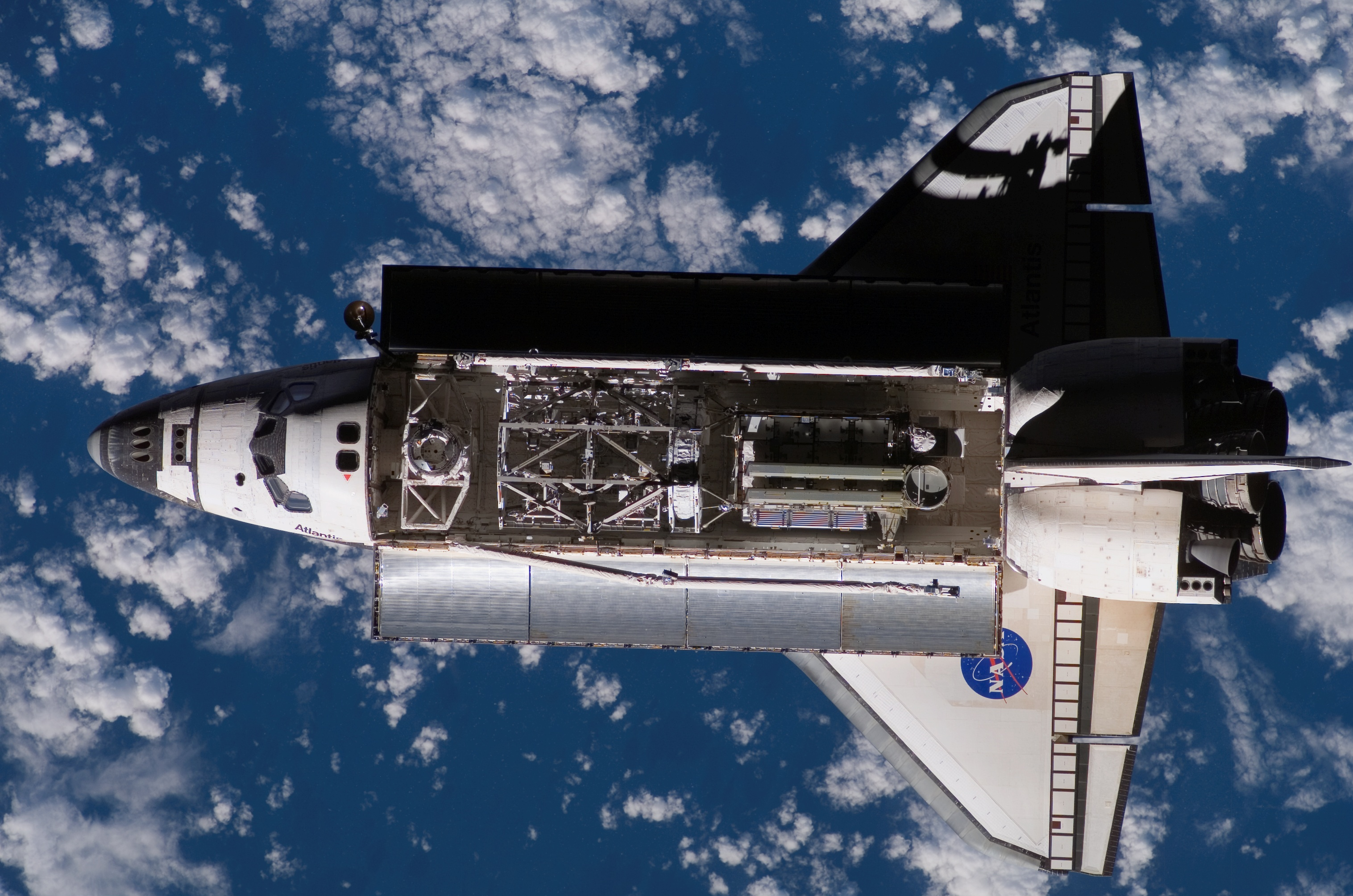
Im Laderaum der Atlantis ist das S3/S4-Modul zu erkennen

Mit dreimonatiger Verspätung startete am 8. Juni die US-Raumfähre Atlantis zur ISS. Die notwendigen Reparaturen am Außentank, die nach einem Hagelsturm Ende Februar erforderlich wurden, hatten den Beginn von STS-117 verzögert. Mit dem neuen Bauelement S3/S4 und Clayton Anderson, der Ablösung für Bordingenieurin Williams, im Gepäck, koppelte der Orbiter am 10. Juni am PMA-2-Adapter des Destiny-Labors an.
Die Mannschaft der Atlantis montierte in vier Ausstiegen das S3/S4-Modul an der Steuerbordseite, rollte dessen zwei Solarzellenflächen aus und klappte den verbliebenen 35-Meter-Ausleger des P6-Trägers zusammen, damit dieser während STS-120 an seinen endgültigen Platz verlegt werden kann.
Nach neun Tagen koppelte die Atlantis von der Raumstation ab und landete am 22. Juni wieder auf der Erde. Während des Rückflugs hatte Suni Williams den Platz ihres Kollegen Clay Anderson eingenommen. Sie hatte ein halbes Jahr auf der ISS gelebt und gearbeitet. Mit 195 Tagen war sie bei der Landung länger als jede andere Frau in der Umlaufbahn gewesen. Die bisherige Bestmarke hatte ihre Kollegin Shannon Lucid elf Jahre zuvor aufgestellt, als sie 1996 auf der russischen Raumstation Mir 188 Tage lebte und arbeitete.

### Neue Sauerstoffanlage aktiviert
Am 11. Juli wurde die neue OGS-Sauerstoffanlage (Oxygen Generation System) in Betrieb genommen. Clayton Anderson aktivierte das Gerät im US-Modul Destiny und überwachte dessen Arbeit. Zusammen mit den Technikern im Kontrollzentrum in Houston wurden die Feineinstellungen vorgenommen.
Das OGS ist in den Wasserkreislauf der Station integriert und arbeitet nach dem Verfahren der Elektrolyse, um Wasser in Sauerstoff und Wasserstoff zu spalten. Letzter wird in den Weltraum abgegeben. Dazu hatten zwei STS-117-Astronauten während eines Ausstiegs am 15. Juni ein Wasserstoffventil an der Außenseite des Destiny-Moduls montiert. Die in einem Rack untergebrachte Anlage kann täglich rund fünf Kilogramm Sauerstoff (wählbar zwischen zwei und neun Kilogramm) produzieren.
Das OGS hatte ursprünglich zum Ende von deren Aufbauphase zur ISS gebracht werden sollen, wenn die Besatzungsgröße von drei auf sechs Personen erhöht wird. Da die russische Elektron-Anlage im Swesda-Modul in der Vergangenheit immer wieder ausgefallen war, wurde die Anlieferung vorgezogen und die 680-Kilogramm-Apparatur mit der Shuttle-Mission STS-121 im Juli 2006 zur Station transportiert.
Das OGS wurde nach drei Tagen wieder abgeschaltet. Die NASA plant, die Anlage nur etwa einmal im Monat zu aktivieren. Erst mit Aufstockung der Besatzung soll das OGS in den Dauerbetrieb gehen.

### Dritter Außenbordeinsatz
Sechs Wochen nach dem Eintreffen von Clay Anderson auf der Raumstation führte dieser zusammen mit dem ISS-Kommandanten Fjodor Jurtschichin einen Weltraumausstieg durch. Am 23. Juli schalteten die beiden Raumfahrer um 10:24 Uhr UTC, sechs Minuten früher als vorgesehen, die US-Raumanzüge auf interne Versorgung und verließen kurz darauf die Station über die Luftschleuse Quest.
Zunächst brachten Jurtschichin und Anderson eine 23 Kilogramm schwere Kamerahalterung an der Gitterstruktur der ISS an. Der VSSA-Halter (Video Stanchion Support Assembly), der 148 Zentimeter lang ist, wurde an der Verbindung zwischen den Elementen S0 und P1 installiert. Kommandant Jurtschichin tauschte dann einen defekten Stromschalter aus, damit der Ersatzstromkreis für den Mobile Transporter wieder funktioniert. Währenddessen begab sich Anderson zum ISS-Roboterarm und befestigte sich an einer Fußraste, nachdem er den Stromanschluss einer S-Band-Antenne überprüft hatte. Der 17 Meter lange Arm wurde von Oleg Kotow gesteuert, der sich im Destiny-Modul befand, und war damit der erste Russe, der den Roboterarm bediente. Anschließend warf Anderson das Gestell, an dem das Kamerastativ befestigt war, gegen 13:20 Uhr UTC über Bord.

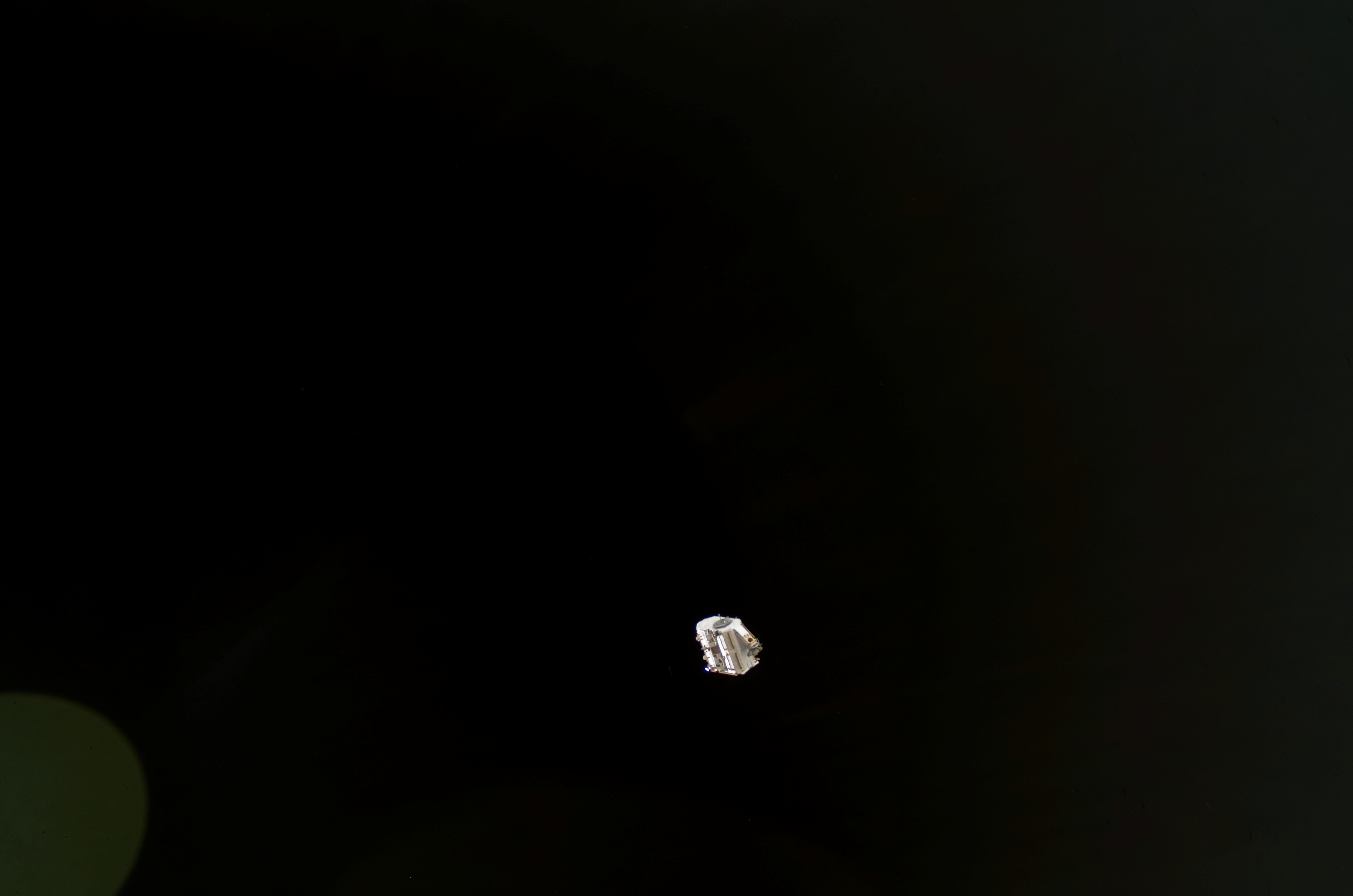
Ein Ammoniaktank wird entsorgt

Es folgte die Hauptaufgabe dieses Außenbordeinsatzes: das Entfernen eines mit Ammoniak gefüllten Behälters, der nicht länger benötigt wird. Dieser sogenannte Early Ammonia Servicer (EAS) wurde mit STS-105 im August 2001 zur Raumstation gebracht und am P6-Element montiert. Der EAS diente als Zusatztank für den provisorischen Kühlkreislauf der Station, bevor im Dezember 2006 das Hauptkühlungssystem in Betrieb genommen wurde. Nach dem Trennen aller Verbindungen wurde der 635-Kilogramm-Tank von am Roboterarm befestigten Anderson um 14:36 Uhr UTC mit Schwung hinter die ISS geworfen. Er wurde daraufhin unter der Norad Katalog Nr. 31928 als Weltraummüll verfolgt und verglühte am 3. November 2008 04:51 Uhr UTC unkontrolliert auf 48° S, 151° E etwa 600 km SSE-lich von Tasmanien. Eine Woche vorher betrug die mittlere Höhe noch 207 km und nahm täglich um 3,0 km ab.
Als Vorbereitung auf die fünf Wochen später durchgeführte Umsetzung des PMA-3-Adapters säuberten die beiden Raumfahrer anschließend den erdzugewandten CBM-Kopplungsstutzen (Common Berthing Mechanism) am Unity-Modul. Dorthin wurde Ende August 2007 PMA-3 versetzt. Eine Videoinspektion vier Wochen zuvor ergab kleine Verunreinigungen durch Schmiermittel, die eine luftdichte Kopplung hätten verhindern können.
Nach diesen geplanten Tätigkeiten erledigten Jurtschichin und Anderson Aufgaben, die während eines späteren Ausstiegs hätten durchgeführt werden sollen: der ISS-Kommandant verlegte eine Tasche, die zum Deponieren von Werkzeug und Ausrüstung verwendet wird, von ihrer Position am P6-Solarmodul an ihre neue Stelle an der Z1-Struktur. Anderson begab sich zum Segment S0 und baute eine defekte GPS-Antenne aus.
Die EVA ging nach 7 Stunden und 41 Minuten um 18:05 Uhr UTC zu Ende. Während es für Jurtschichin der dritte Außeneinsatz war, verließ Anderson erstmals ein Raumschiff.
Vier Stunden nach dem Ausstieg wurde die Bahn der Raumstation um sieben Kilometer angehoben. Mit der 21-minütigen Triebwerkszündung von Progress M-60 schuf man einen Sicherheitsabstand zum EAS-Tank und bereitete die ISS auf die Ankunft des nächsten Raumfrachters vor.

### Wechsel der Progress-Transporter
Das Frachtraumschiff Progress M-59, das die Raumstation am 20. Januar erreicht hatte, dockte am 1. August um 14:07 Uhr UTC vom Kopplungsstutzen Pirs ab. In den zurückliegenden Tagen hatten die Raumfahrer den Zubringer mit nicht benötigten Ausrüstungsteilen und Müll gefüllt. Der Raumfrachter trat fünf Stunden später in die dichten Schichten der Erdatmosphäre ein und verglühte größtenteils, während die restlichen Teile im Pazifik niedergingen.

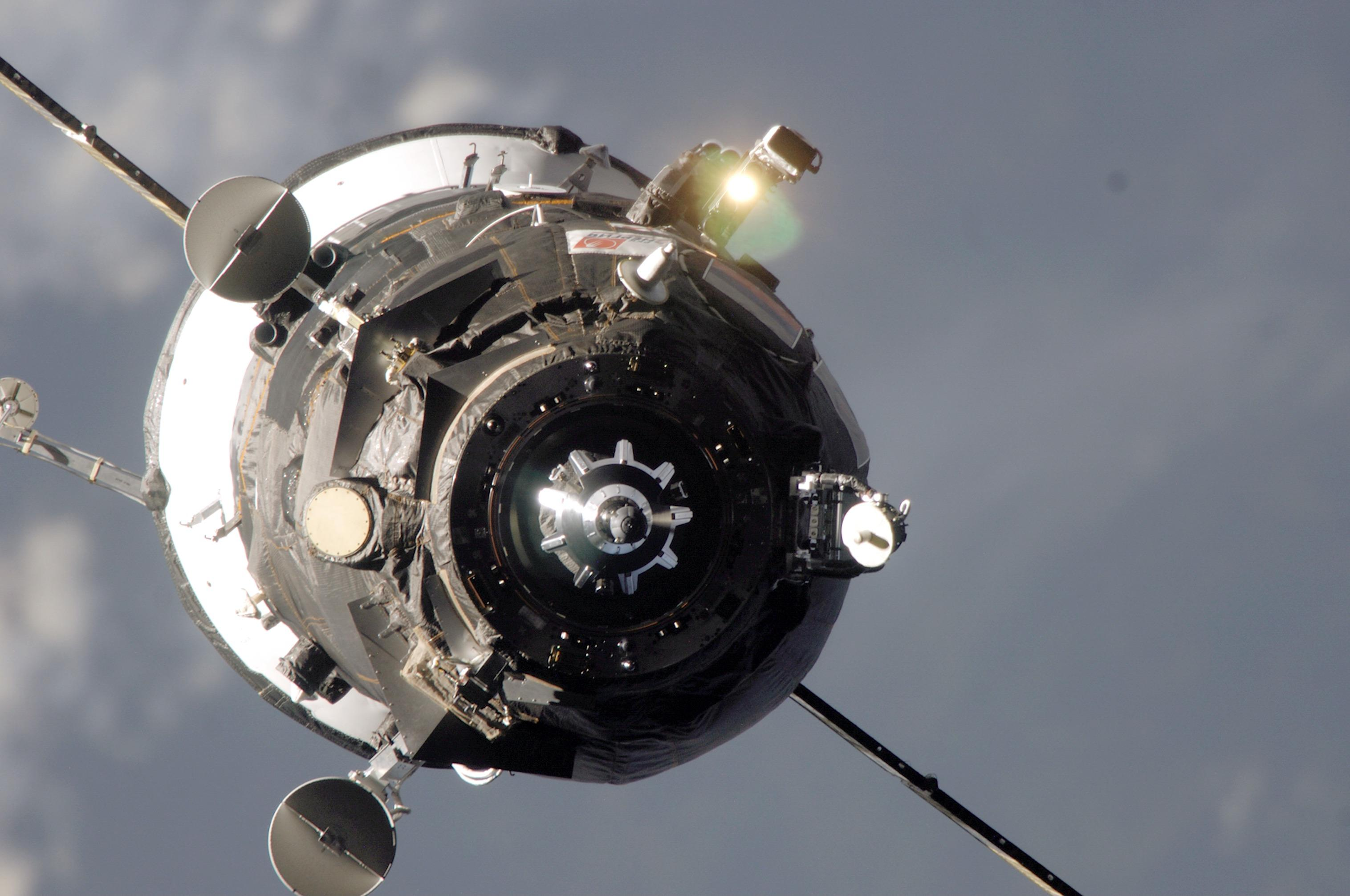
Progress M-61 kurz vor dem Anlegen

Einen Tag später hob um 17:34 Uhr UTC eine Sojus-U-Trägerrakete vom Kosmodrom Baikonur ab und startete den Raumfrachter Progress M-61 zur ISS. Zu Ehren des 150. Geburtstages des „Vaters der russischen Raumfahrt“ wurde der Zubringer auf den Namen Konstantin Ziolkowski getauft und trug an der Nutzlastverkleidung dessen Porträt.
Unter den 2,3 Tonnen Nachschub befanden sich auch eine neue Prozessoreinheit sowie Kabel und Stecker für die Computer im russischen Teil der Station, die im Juni ausgefallen waren. Weiterhin brachte Progress Treibstoff (720 Kilogramm), Trinkwasser (210 Liter), Sauerstoff (48 Kilogramm), wissenschaftliche Ausrüstung, Ersatzteile, Lebensmittel wie frisches Obst und Gemüse sowie Post von den Familien zur Station. Progress M-61 dockte nach dreitägigem Flug am 5. August um 18:40 Uhr UTC an der Raumstation an.
Der Start des Raumtransporters war ursprünglich für den 23. Juli vorgesehen. Zu der Verschiebung kam es, weil diese Zeit für Herstellung und Tests der neuen Ausrüstung des Computersystems benötigt wurde.

### STS-118 bringt das S5-Element

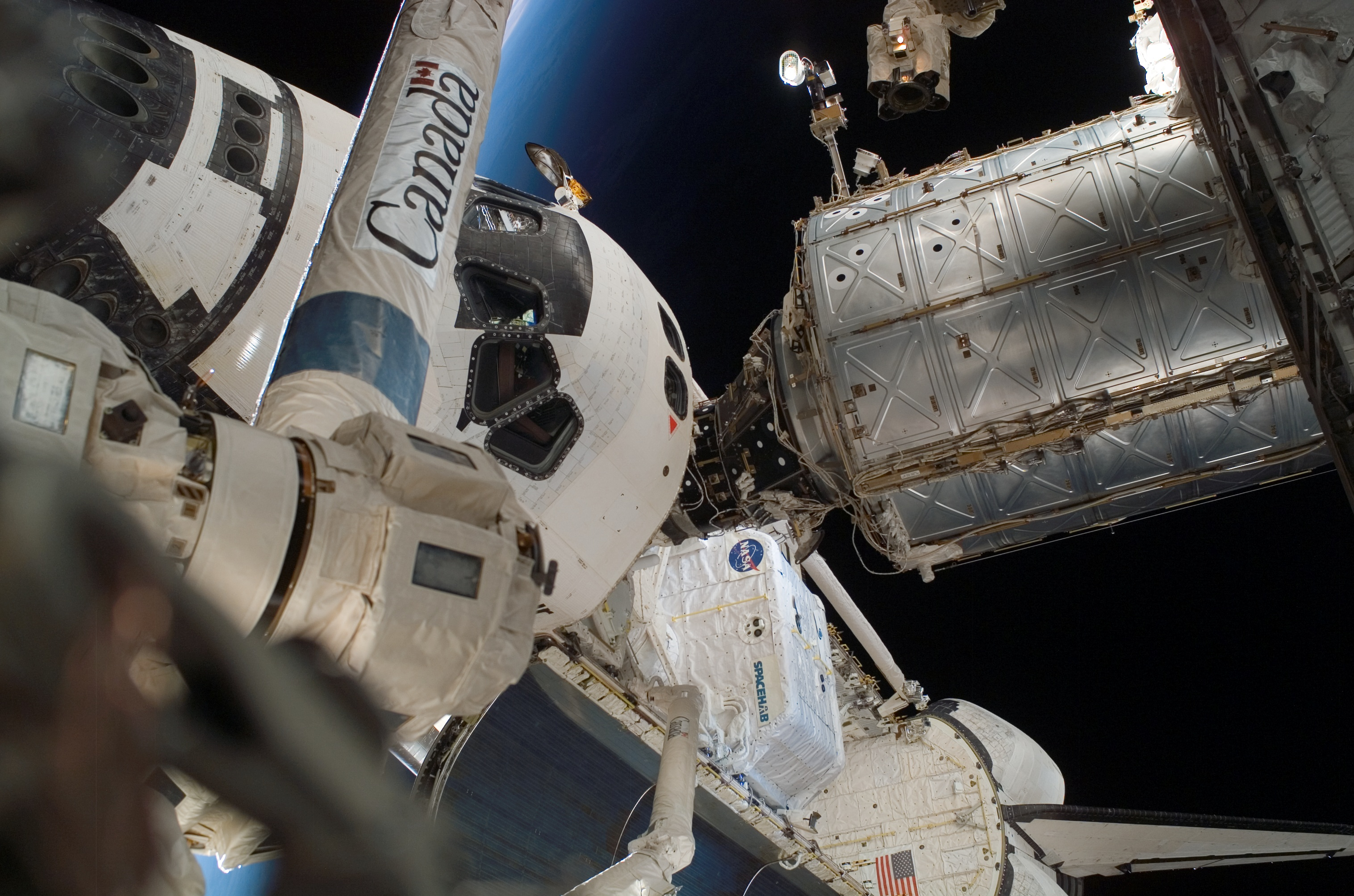
Blick aus der ISS auf die angedockte Endeavour

Nach einer Unterbrechung von fünf Jahren traf am 10. August um 18:02 Uhr UTC die Endeavour an der ISS ein. Die US-Raumfähre hatte den irdischen Außenposten zuletzt mit STS-113 im November 2002 besucht, um mit dem P1-Element die Station zu erweitern. Diesmal lieferte der völlig modernisierte Orbiter mit der Mission STS-118 das Segment S5 sowie ein Gyroskop an.
Vier Außenbordeinsätze unternahm die Besatzung der Endeavour – unterstützt durch ISS-Bordingenieur Anderson, der an den letzten beiden beteiligt war. Dabei wurde das S5-Element montiert, ein im Oktober 2006 ausgefallenes Gyroskop ausgewechselt sowie eine ESP-Haltestruktur (External Stowage Platform) angebracht. Der Orbiter legte nach neun Tagen am 19. August um 11:56 Uhr UTC wieder von der Raumstation ab.

### Umsetzung von PMA-3
Nach einer Woche intensiver Vorbereitung wurde von der dreiköpfigen Stammbesatzung am 30. August ein Bauteil der Station an eine andere Stelle verlegt. Der PMA-3-Kopplungsadapter (Pressurized Mating Adapter) wurde von der Backbordseite des Unity-Moduls um 90 Grad an dessen Unterseite versetzt.
Die Arbeiten begannen gegen 9:30 Uhr UTC mit dem Ausschalten der Lageregelungskontrolle der Station, um zu verhindern, dass die Triebwerke plötzlich gezündet werden. Bekleidet mit gelben Bauarbeiterhelmen, die die Mannschaft von STS-118 mitgebracht hatte, prüften die drei Raumfahrer, ob über Nacht der Druck in PMA-3 abgelassen und die Luken korrekt geschlossen wurden. Clay Anderson bediente den ISS-Roboterarm vom Steuerpult im Destiny-Labor und wurde von Oleg Kotow unterstützt. Der Kopplungsmechanismus wurde von Stationskommandant Jurtschichin gesteuert.

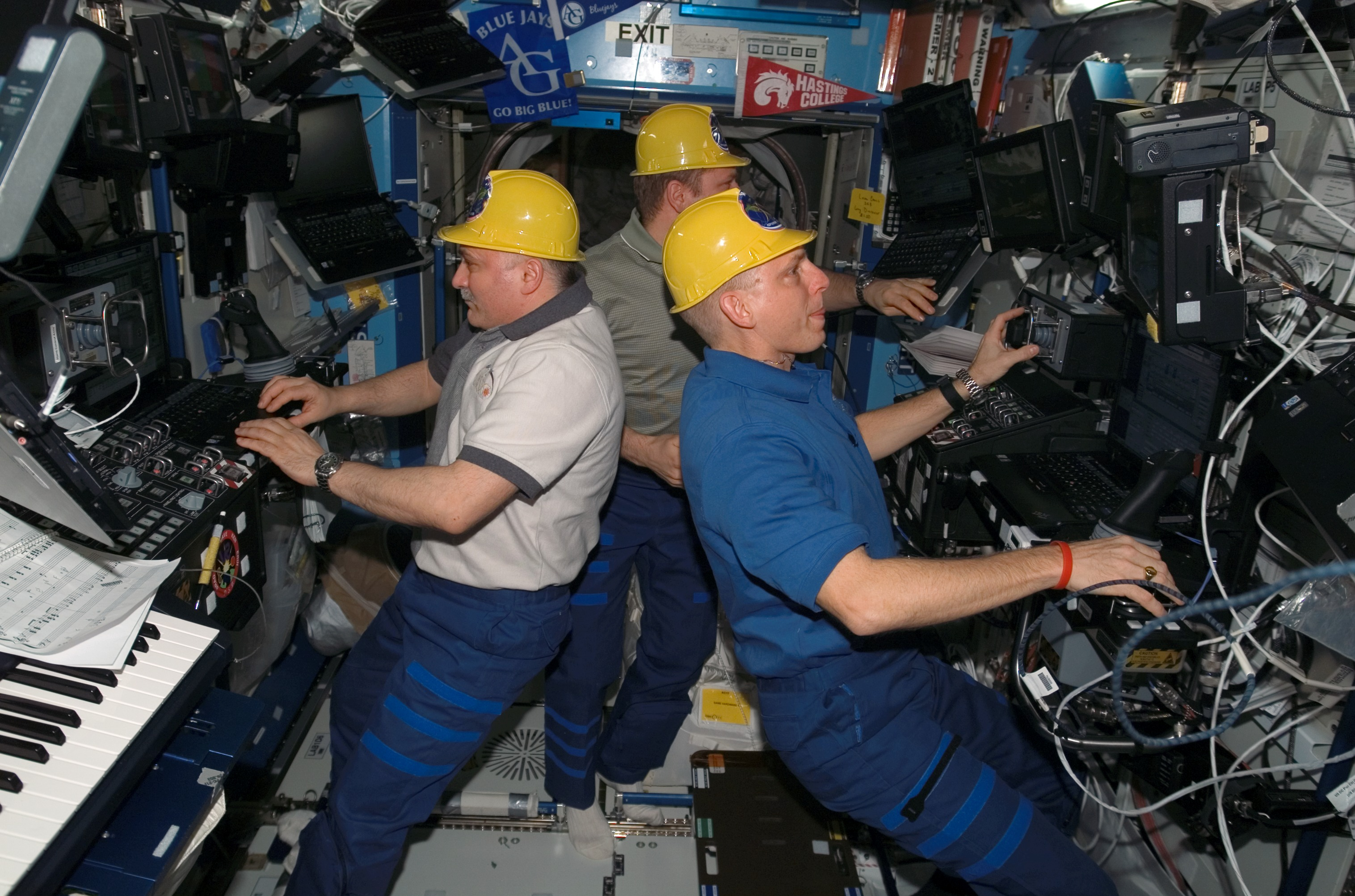
Mit gelben Helmen setzen die Raumfahrer PMA-3 um

Nachdem Anderson den PMA-3 um 10:08 Uhr UTC mit dem Roboterarm erfasst hatte, öffnete Jurtschichin die motorgetriebenen Schrauben des CBM-Kopplungsstutzens (Common Berthing Mechanism). Danach wurde PMA-3 um 12:18 Uhr UTC von Bordingenieur Anderson abgekoppelt und mit dem ISS-Roboterarm zum sogenannten Nadir-Port geschwenkt. 49 Minuten später dockte der 1,2 Tonnen schwere Kopplungsadapter um 13:07 Uhr UTC am erdzugewandten CBM-Ring an. Gegen 13:30 Uhr UTC wurde der Roboterarm von PMA-3 getrennt.
Diese Aktion wurde durchgeführt, damit das nächste Modul (Harmony), das im November 2007 mit der Shuttle-Mission STS-120 angeliefert wurde, am Backbordstutzen von Unity befestigt werden konnte.

### Progress M-60 dockt ab
Mit Müll beladen wurde der Frachter Progress M-60 am 19. September um 0:37 Uhr UTC von der Raumstation abgekoppelt. Entgegen dem bisherigen Verfahren, nachdem der Transporter wenige Stunden später in der Erdatmosphäre zum Verglühen gebracht wurde, blieb Progress noch fünf Tage im Orbit. Das russische Kontrollzentrum führte einige Experimente mit dem ausgedienten Frachter durch.

### Sojus wird umgekoppelt
Am 27. September stiegen die Raumfahrer, nachdem sie die Station für den unbemannten Flug konfiguriert hatten, in ihr Sojus-Rettungsboot, um es vom Sarja-Nadir-Port zum hinteren Swesda-Kopplungsadapter zu bringen. Dieses Manöver dient dazu, den Andockpunkt für die Neuankömmlinge der ISS-Expedition 16 freizugeben. Der Flug begann um 19:20 Uhr UTC und verlief ohne Probleme. Um 19:47 Uhr UTC koppelte Sojus TMA-10 nach 27 Minuten wieder an der ISS an. Anschließend wurde die Station wieder bemannt und die abgeschalteten Systeme reaktiviert.
Damit während der nächsten Shuttle-Mission die Radiatoren von S1 und P1 ausgeklappt werden können, mussten die Solarzellenträger des Sarja-Moduls eingefahren werden. Der Steuerbordflügel wurde am 28. September eingezogen. Der vom russischen Flugleitzentrum gesteuerte Einsatz begann um 14:14 Uhr UTC und dauerte eine Viertelstunde. 23 Stunden später wurde das backbordseitige Solarmodul eingefahren. Obwohl die Flügel seit der Inbetriebnahme von Sarja vor neun Jahren nicht mehr aktiviert wurden, funktionierte das Zusammenfalten problemlos.

### Ankunft der 16. Stammbesatzung
Am 12. Oktober erreichte Sojus TMA-11 mit der 16. Langzeitbesatzung die Raumstation und koppelte um 14:50 Uhr UTC an. Mit Peggy Whitson traf die erste Kommandantin auf der ISS ein. Zusammen mit ihrem Bordingenieur Juri Malentschenko wird sie das nächste halbe Jahr an Bord leben und arbeiten. Begleitet wurden die zwei Berufsastronauten von Sheikh Muszaphar Shukor, dem ersten malaysischen Raumfahrer.
Nach der traditionellen Begrüßungszeremonie begannen die Mannschaften mit den gemeinsamen Arbeiten. Dabei sah der Ablaufplan nicht nur die Einführung in die Arbeitsabläufe und die Kontrolle der Station vor, sondern auch das Training für das Fotografieren des Hitzeschildes der Discovery während der Annäherung an die Station.
Am 21. Oktober traten Jurtschichin und Kotow zusammen mit dem malaysischen Gastkosmonauten Shukor die Heimreise an. Sojus-TMA 10 koppelte um 7:14 Uhr UTC von der Station ab. Wegen eines Computerfehlers verlief die Landung nicht ganz planmäßig. Aus bisher ungeklärten Gründen hatte der Bordcomputer die Rückkehrkapsel auf eine Ersatzflugbahn umgeleitet. Diese verlief steiler als vorgesehen und setzte die drei Raumfahrer einer stärkeren Beschleunigung aus (Spitzenwert: 8,56 g). Die Sojus-TMA-10-Kapsel beschrieb eine ballistische Flugbahn und ging um 10:36 Uhr UTC mehrere hundert Kilometer vom Zielgebiet entfernt in der kasachischen Steppe nieder. Alle drei Raumfahrer erreichten die Erde wohlbehalten.